# Ильинская церковь (Синьково)
Ильинская церковь (Церковь Илии Пророка) — храм Рогачёвского благочиния Московской епархии Русской православной церкви в селе Синьково Дмитровского района Московской области. Главный храм Синьковской волости до 1929 года.

## История
Деревянная церковь Ильи Пророка в селе Синьково на речке Варварке Каменского стана с приделом Николая Чудотворца упоминается в писцовых книгах 7135—7137 годов от сотворения мира (1627—1629). При ней поп Иван Андреев. В Синькове упоминается также Никольская церковь.
Село Синьково Каменского стана было жаловано князем Василием Тёмным в 1436-1445 годах Троице-Сергиевому монастырю. На конец XVI века в Синьково в селе числилось 27 крестьянских дворов и 3 пустых. Был монастырский двор с хоромами и хозяйственными пристройками.
Никольская и Ильинская церкви в селе Синьково известны с конца XVI века. В 1764 году в ходе секуляризационной реформы принадлежащие монастырю село перешло в Государственную коллегию экономии.
Ильинская каменная церковь строилась с 1812 по 1824 год на средства прихожан. Во второй половине XIX века были построены трапезная, два придела и верхний ярус колокольни.
В 1903 году храм был расширен; на деньги купца М. Соловьёва была построена богадельня.
На 1917 год к Синьковскому приходу (Ильинской церкви) относились:
часовня Иконы Божией Матери Знамение в Синькове, Троицкая часовня в Бунятине, церковь Казанской Иконы Божией Матери в Юрьеве.
В 1937 году церковь была закрыта, имущество разграблено. Службы возобновились в 1997 году.

## Архитектура
Основное здание храма в стиле классицизма представляет собой четверик, на котором размещён барабан с куполом, на котором располагается одна главка. Композиция здания трёхчастная: к четверику примыкает апсида с узкими пилястрами и трапезная с двумя приделами. Трапезная имеет элементы «тоновской архитектуры» и эклектики.
Приделы: в честь Казанской иконы Божьей Матери и в честь святителя Николая.
Колокольня четырёхъярусная.